# ۲۷ فوریه
۲۷ فوریه پنجاه و هشتمین روز سال در گاه‌شماری میلادی است. ۳۰۷ روز (در سال‌های کبیسه ۳۰۸روز) تا پایان سال باقی‌است.

## رویدادها
- ۱۹۰۰ - تأسیس باشگاه فوتبال بایرن مونیخ
- ۱۹۴۱ - جنگ جهانی دوم: پیروزی نیروی دریایی امپراتوری ژاپن در نبرد دریای جاوه

## زادروزها
- ۱۹۲۷ - آریل شارون، سیاست‌مدار اسرائیلی
- ۱۹۳۲ - الیزابت تیلور، بازیگر آمریکایی
- ۱۹۵۶ - مینا کشورکمال، فعال حقوق زنان اهل افغانستان

## درگذشت‌ها
- ۱۹۸۷ - مینا کشورکمال، فعال حقوق زنان اهل افغانستان
- ۱۹۹۸ - آلیس ریوا، نویسنده سوئیسی

## مناسبت‌ها
- روز جهانی سازمان‌های مردم‌نهاد[۱]